# 17 juillet 1958
Le jeudi 17 juillet 1958 est le 198e jour de l'année 1958.

## Naissances
- Daniele Archibugi, économiste italien
- Jacques Lemonnier, auteur de bande dessinée français
- Marise Kruger, joueuse de tennis sud-africaine
- San Fu Maltha, producteur néerlandais
- Wong Kar-wai, réalisateur, scénariste, et producteur hongkongais

## Décès
- Cahangir Bey Novruzov (né en 1894), général de brigade turc d’origine azerbaïdjanaise
- Daniel Renoult (né le 18 décembre 1880), personnalité politique française
- Emmanuel de Peretti de La Rocca (né le 23 décembre 1870), diplomate français
- Gaston Haelling (né le 16 avril 1886), ingénieur français
- Henri Farman (né le 26 mai 1874), pionnier français de l'aviation

## Événements
- à la demande du roi Hussein de Jordanie et devant la menace d’un coup d’État pro-nassérien, des forces britanniques sont envoyées en Jordanie.